# アレイアンテナ
アレイアンテナ（英語: array antenna）は、複数のアンテナ素子（放射素子）を規則的に配列し、一定の励振条件で給電するアンテナのこと。

## 概要
放射素子の振幅・位相を電気的に制御できることから、アンテナ指向性の制御を容易に行えるという特徴がある。放射素子の配列法に応じ、以下のような種類がある。
- リニアアレイ (linear array) - 直線状
- プレーナアレイ (planer array) - 平面状
- サーキュラーアレイ (circular array) - 円形状
- コンフォーマルアレイ (conformal array) - 任意形状

アレイアンテナで用いられるアンテナ素子としては、ダイポールアンテナ、スロットアンテナおよびマイクロストリップアンテナなどがある。
なお、放射素子の励振係数の相対位相によってビーム方向や放射パターンの制御を行うアレイ・アンテナを、特にフェーズドアレイ・アンテナと称する。これには、アンテナ全体で1組の送信機・受信機を共有するパッシブ式（PESA）と、放射素子ごとに送信機・受信機を備えているアクティブ式（AESA）がある。